# Break Stuff
«Break Stuff» (рус. Разнести эту дрянь) — песня рэп-рок-группы Limp Bizkit, выпущенная в качестве четвёртого и последнего сингла из второго студийного альбома Significant Other.
Во время и после выступления Limp Bizkit на фестивале Вудсток 1999 года имело место насилие, люди отрывали фанеру от ограждений во время исполнения песни «Break Stuff», сообщалось также о нескольких случаях изнасилования.

## Видеоклип
На видео изображены Limp Bizkit исполняющие песню в большой комнате, периодически кадры меняются и на экране появляются рампы со скейтбордистами. В некоторых сценах музыканты появляются без инструментов, а в некоторых меняются ими друг с другом. В клипе также присутствуют Snoop Dogg, Джонатан Дэвис из Korn, Dr. Dre, Eminem, Hailie Jade, Pauly Shore, Seth Green, Дэвид Сильверия и многие другие.
В клипе использована цензурованная версия песни, в которой был вырезан мат и грубые выражения.

## Награды
Музыкальный видеоклип получил премию MTV Video Music Awards в номинации «Лучшее рок-видео» в 2000 году.

## Кавер-версии
- Richard Cheese and Lounge Against the Machine сделали кавер-версию этой песни в стиле лаунж и включили в свой альбом Lounge Against the Machine 2000 года.
- Кавер на песню несколько раз исполнялся канадской рок-группой Three Days Grace во время концертов в 2011 году.
- Существует кавер на песню от австралийской рок-группы Confession.
- Рок-группа Patent Pending в 2012 году исполнила пиано-кавер на песню, который вошёл на EP Spring Break 99.
- В том же году рок-группой All Time Low во время тура World Triptacular кавер в стиле поп-панк.

## Саундтрек
Песня была использована в российской комедии «Самый лучший фильм». Услышать её можно в сцене избиения банкира.

## Список композиций
1. Break Stuff
2. Crushed
3. Faith
4. Counterfeit (Lethal Dose Remix)

## Позиции в чартах
| Чарт (2000)                               | позиция в чарте |
| ----------------------------------------- | --------------- |
| Australian Singles Chart                  | 7               |
| German Singles Chart                      | 8               |
| Netherlands Singles Chart                 | 3               |
| Swiss Singles Chart                       | 14              |
| U.S. Billboard Alternative Songs          | 1               |
| U.S. Billboard Bubbling Under Hot 100     | 2               |
| U.S. Billboard Hot Mainstream Rock Tracks | 1               |